# 考里亚甘杰
考里亚甘杰（Kauriaganj），是印度北方邦Aligarh县的一个城镇。总人口10581（2001年）。

## 人口
该地2001年总人口10581人，其中男性5658人，女性4923人；0—6岁人口2255人，其中男1203人，女1052人；识字率41.22%，其中男性为50.19%，女性为30.90%。